# ذبابة على الحائط
«ذبابة على الحائط» (بالإنجليزية: Fly on the Wall)‏ هي أغنية بوب للفنانة الأمريكية مايلي سايرس. أطلقت الأغنية كثاني أغنية منفردة في الولايات المتحدة وكندا من الألبوم الخروج، وكثالث أغنية منفردة من الألبوم في البلدان التي أطلقت فيها أراك مرة أخرى (ريميكس روك مافيا) كأغنية منفردة من الألبوم. تحوي الأغنية مزيجاً من عناصر الروك الشعبي والبوب الراقص والبوب الإلكتروني، وتتحدث كلماتها عن تطفل مصوري المشاهير وتدخلهم فيما لا يعنيهم.
مع أن الأغنية لم تحقق الكثير في مراكز السباقات الأمريكية، أحب النقاد الأغنية ووصفوها بأنها أفضل أغنية في الخروج، وكان أكبر إنجاز للأغنية في مراكز شباقات الاغاني البريطانية حيث بلغت الرقم 16.

## الموسيقى التصويرية
استوحى المخرج بيتر أندلمان الفيديو من فيديو مايكل جاكسون «ثريلر»، حيث يبدأ بظهور سايرس مح حبيبها يخرجان من صالة أفلام يناقشان الفيلم الذي شاهداه لتوهما، لكن عندما يظهر القمر كاملاً من بين الغيوم، يبدأ حبيب سايرس بالسعال، ثم ترتعب سايرس عندما تشاهد حبيبها يتحول إلى مصور مشاهير وتقوم بالهرب؛ عندما يصرخ إليها: «مايلي، ارجعي. أريد فقط بعضاً من الصور» ويحاول أن يصورها. تبدأ بعدها الأغنية عندما تهرب سايرس إلى موقف للسيارات، حيث تحاول الاختباء خلف عمود وسيارة مرسيدس-بنز إس إل أر مكلارين. عندما تحاول سايرس الهرب من وراء السيارة يطاردها حشد من مصوري المشاهير مع كاميراتهم. ويصور غالبية الفيديو سايرس هاربةً من حشد المصورين، وتتقاطع هذه المشاهد مع مشاهد أخرى تتضمن سايرس مرتدية قميصاً فضياً وجينز أسود وهي تغني أمام المرسيدس. أخيراً، يحاصر المصورين سايرس، حيث تكون مرتعبة، ولكنها تتفاجأ وتنصدم عندما يبدأ المصورين بالرقص بشكل متزامن. يأتي بعدها حبيبها بالمرسيدس لإنقاذها، وعندما تركب في السيارة تشرح لحبيبها لقائها الغريب مع المصورين، وهي لا تدري أن حبيبها يكون واضعاً كاميرا في السيارة وينقل التصوير المباشر إلى موقع على الإنترنت.

## الوصلات الخارجية
- . على يوتيوبالفيديو كليب على موقع يوتوب